# Суб-Четате (Харгіта)
Суб-Четате (рум. Sub Cetate) — село у повіті Харгіта в Румунії. Входить до складу комуни Зетя.
Село розташоване на відстані 229 км на північ від Бухареста, 33 км на захід від М'єркуря-Чука, 141 км на схід від Клуж-Напоки, 89 км на північ від Брашова.

## Населення
За даними перепису населення 2002 року у селі проживали 725 осіб.
Національний склад населення села:
| Національність | Кількість осіб | Відсоток |
| -------------- | -------------- | -------- |
| угорці         | 710            | 97,9%    |
| румуни         | 15             | 2,1%     |

Рідною мовою назвали:
| Мова      | Кількість осіб | Відсоток |
| --------- | -------------- | -------- |
| угорська  | 710            | 97,9%    |
| румунська | 15             | 2,1%     |